# Парусный спорт на летних Олимпийских играх 1900 — до 0,5 тонны
Соревнования среди лодок водоизмещением до 0,5 тонн в парусном спорте на летних Олимпийских играх 1900 прошли 22 и 24 мая. Приняли участие семь команд из одной страны. Были проведены две гонки, и лучшие в каждой получили по комплекту наград.

## Призёры
| Золото              | Серебро                                                                   | Бронза                                        |
| Франция Пьер Жерве  | Франция Франсуа Тексье · Робер Линзелье · Огюст Тексье · Жан-Батист Шарко | Франция Анри Монно · Леон Телье · Гастон Кайо |
| Франция Эмиль Сакре | Франция Франсуа Тексье · Робер Линзелье · Огюст Тексье · Жан-Батист Шарко | Франция Пьер Жерве                            |

## Соревнование

### Гонка A
| Место | Команда                                              | Яхта        | Результат |
| ----- | ---------------------------------------------------- | ----------- | --------- |
| 1     | Франция Пьер Жерве                                   | Baby        | 1:06:16   |
| 2     | Франция Робер Линзелье, Жан Тексье, Жан-Батист Шарко | Quand-Même  | 1:08:54   |
| 3     | Франция Анри Монно, Леон Теллье, Гастон Коллье       | Sarcelle    | 1:19:31   |
| 4     | Франция Морис Монно                                  | Souriceau   | 1:21:01   |
| 5     | Франция Жак де Констант                              | Plume-Patte | 1:21:37   |
| 6     | Франция Жорж Семишо                                  | Giselle     | 1:23:30   |
| —     | Франция Эмиль Сакре                                  | Fantlet     | DNF       |

Использованы следующие сокращения:
- M — медальная гонка
- OCS — не стартовала; находилась на стороне дистанции от стартовой линии
- DSQ — дисквалификация
- BFD — нарушение правила 30.3. «Черный флаг»
- DNE — дисквалифицирована, и очки не исключаются по правилу 88.3(b)
- DNF — Did not finish (не финишировал)
- DNS — Did not start (не стартовал)

### Гонка B
| Место | Команда                                              | Яхта        | Результат |
| ----- | ---------------------------------------------------- | ----------- | --------- |
| 1     | Франция Эмиль Сакре                                  | Fantlet     | 1:35:59   |
| 2     | Франция Робер Линзелье, Жан Тексье, Жан-Батист Шарко | Quand-Même  | 1:40:42   |
| 3     | Франция Пьер Жерве                                   | Baby        | 1:48:44   |
| 4     | Франция Анри Монно, Леон Теллье, Гастон Коллье       | Sarcelle    | 2:07:52   |
| 5     | Франция Морис Монно                                  | Souriceau   | 2:08:04   |
| 6     | Франция Жорж Семишо                                  | Giselle     | 2:34:09   |
| —     | Франция Жак де Констант                              | Plume-Patte | DNF       |

Использованы следующие сокращения:
- M — медальная гонка
- OCS — не стартовала; находилась на стороне дистанции от стартовой линии
- DSQ — дисквалификация
- BFD — нарушение правила 30.3. «Черный флаг»
- DNE — дисквалифицирована, и очки не исключаются по правилу 88.3(b)
- DNF — Did not finish (не финишировал)
- DNS — Did not start (не стартовал)